# Sân bay Srednekolymsk
Sân bay Srednekolymsk (IATA: SEK, ICAO: UESK) là một sân bay ở Cộng hòa Sakha, Nga, cách thị trấn Srednekolymsk khoảng 1 km.

## Hãng hàng không và điểm đến
| Hãng hàng không  | Các điểm đến |
| ---------------- | ------------ |
| Polar Airlines   | Yakutsk      |
| Yakutia Airlines | Yakutsk      |

## Thống kê
Nguồn: